# جانی هازارد
جانی هازارد (انگلیسی: Johnny Hazzard؛ زاده ۲۱ سپتامبر ۱۹۷۷) یک بازیگر پورنوگرافی اهل ایالات متحده آمریکا است.